# Kronos (comics)
Kronos (anciennement appelé Chronos) est une entité cosmique évoluant dans l’univers Marvel de la maison d'édition Marvel Comics. Créé par Jim Starlin, le personnage de fiction apparaît pour la première fois dans le comic book Iron Man #55 en février 1973.
Le personnage a fait partie à ses débuts de la race des Éternels. Dans l'histoire de l'Humanité, on le prit à tort pour un dieu olympien Chronos, le dieu primordial personnifiant le Temps et la Destinée.

## Biographie du personnage

### Origine
Kronos appartient à la première génération des Éternels, nés sur Terre. Ceux-ci sont apparus il y a des millions d’années à la suite d'expériences menées par les Célestes sur la race humaine lors de leur première visite sur Terre (comme ils le firent sur de nombreuses planètes avant celle-ci). À l'origine, Kronos s'appelait Chronos. Il naît à Titanos, en Asie du Nord. Il est le père de Zuras et d'Alars (alias Mentor), le chef actuel des Éternels sur la planète Titan.
Il y plusieurs millénaires, Chronos mène une rébellion contre son frère Uranos, qui dirigeait avec lui la race des Éternels. La rivalité politique dégénère en une guerre civile, Chronos étant à la tête des partisans d'une coexistence pacifique avec les humains — dont le nombre ne cessait de croitre plus vite que les Éternels — alors que son frère Uranos prenait la tête de ceux qui approuvaient un génocide des humains, considéré par Uranos et les siens comme des êtres inférieurs, qui contaminaient la planète.
À la fin de la guerre qui dura des décennies, Chronos et ses partisans remportèrent la victoire, mais celle-ci fut d'un coût terrible, les neuf dixièmes des Éternels étant tués au cours de la lutte ; Titanos, la cité des Éternels, était aussi en ruines. Désormais chef incontesté, Chronos décida d’exiler Uranos et ses derniers partisans de la Terre. Avec l'aide de son peuple, il fit transformer ses ennemis en énergie vivante et les projeta dans l'espace interplanétaire. Mais, rendu amer par le coût que la guerre occasionna à son peuple, Chronos renonça ensuite solennellement à la violence et à la guerre, fracassant son épée en public ; puis, il se consacra à la reconstruction de Titanos et à son peuple, œuvrant pour la connaissance et le bien de ses frères pendant de longues années.
Bien des années plus tard, alors qu'il menait une expérience dans son laboratoire afin de découvrir le moyen de libérer le potentiel génétique de sa race, il manipula un échantillon d’énergie cosmique pure, contenue dans une éprouvette. Mais un incident eu lieu et son corps fut atomisé dans l'explosion qui en résulta, due à la soudaine libération de l’énergie cosmique. Titanos fut une nouvelle fois détruite.
Cependant, l'irradiation d'énergie cosmique donna à tous les Éternels présents à moins de 300 km de l'explosion un effet inattendu. Libérant le potentiel complet de leur facultés, l’irradiation les dota d'une immortalité et une invulnérabilité, et de la capacité de maîtriser l’énergie cosmique à une échelle jusque là inédite. Enfin, elle activa leurs gènes latents, permettant que cette longévité soit héritée par leurs descendants.
L'esprit de Chronos survécut dans une forme désincarnée, représentant le Temps. Il prit par la suite le nom de Kronos.

### Parcours
Kronos a affronté plusieurs fois son petit-fils Thanos et est à l'origine de la création de Drax le Destructeur.

## Pouvoirs et capacités
Lors de l'explosion causée par l'expérience qui a mal tourné, Kronos a perdu sa forme physique. Une fois devenu un être abstrait, Kronos est devenu une entité cosmique avec la capacité de réaliser pratiquement n'importe quel effet, selon sa volonté. Le personnage se manifeste parfois sous la forme d'un énorme humanoïde transparent, de sorte que les êtres inférieurs puissent percevoir sa présence.
Il est doué d'une intelligence qui dépasse de loin celle des surhumains les plus intelligents. C'est un génie dans de nombreux domaines scientifiques.
- Kronos est doué de télépathie et possède une conscience cosmique, faisant désormais un avec le cosmos[3].
- Étant devenu l’une des incarnations du temps, il exerce un certain degré de contrôle sur celui-ci, même si les limites de ce contrôle ne sont pas définies clairement.
- Il peut, dans une certaine mesure, contrôler les âmes des mortels décédés, pouvant leur accorder une nouvelle incarnation physique de son choix, en donnant vie à de la matière inanimée[3].
- Du fait qu'il est désormais totalement désincarné, il ne peut plus agir physiquement sur quoi que ce soit[3].